# Mariposas (canción de Enanitos Verdes)
«Mariposas» es una canción interpretada por la banda argentina de rock Enanitos Verdes, la canción fue compuesta por Felipe Staiti y está incluida en su doudécimo álbum de estudio titulado Pescado original (2006). Fue lanzada en el año 2005 a través de la discográfica Universal Music.

## Historia
Esta canción fue lanzado como el primer y único sencillo del mismo álbum y el doudécimo en general de toda su discográfica, además de que está incluida en sus álbumes en vivo Tracción acústica de 1998, En vivo de 2004, Live at House of Blues, Sunset Strip de 2011Huevos revueltos de 2018 al igual que otros éxitos de la banda.

## Listas
| Listas                                     | Posición |
| ------------------------------------------ | -------- |
| Argentina (Top 100 Rock)                   | 40       |
| Estados Unidos Billboard Hot Latin Tracks  | 79       |
| Estados Unidos Billboard Latin Pop Airplay | 18       |
| México (MTV Video)                         | 79       |